# Họ Dơi bao
Họ Dơi bao (danh pháp khoa học: Emballonuridae là một họ gồm 51 loài "dơi đuôi bao" và "dơi cánh túi" sinh sống ở vùng nhiệt đới và cận nhiệt đới khắp thế giới. Họ Dơi bao gồm một số loài dơi thuộc hàng nhỏ nhất, chiều dài dao động từ 3,5 đến 10 cm. Chúng thường có màu nâu hay xám, dù các loài chi Diclidurus màu trắng.

Chúng có đuôi ngắn, chĩa ra từ màng đuôi (màng đuôi này tạo nên một cái "bao"). Hầu hết các loài cũng có tuyến hình túi trên cánh, giúp thả ra pheromone nhằm thu hút bạn tình. Những loài khác có tuyến họng sinh ra chất tiết nặng mùi. Chúng có công thức răng
| 1-2.1.2.3 |
| 2-3.1.2.3 |

Những loài dơi này ưa náu mình trong nơi sáng sủa hơn so với những loài dơi khác. Những nơi này có thể là bộng cây hay gần cửa hang. Một số, như các loài Taphozous, treo mình chung với bầy, nhưng số khác thì sống đơn. Những loài sống ngoài vùng nhiệt đới có xu hướng nghỉ ngơi thường xuyên vào mùa đông hay thậm chí ngủ đông.
Chúng chủ yếu ăn công trung, đôi lúc cả trái cây.

## Danh sách loài
Họ Emballonuridae
- Chi Balantiopteryx
  - Balantiopteryx infusca
  - Balantiopteryx io
  - Balantiopteryx plicata
- Chi Centronycteris
  - Centronycteris centralis
  - Centronycteris maximiliani
- Chi Coleura
  - Coleura afra
  - Coleura kibomalandy
  - Coleura seychellensis
- Chi Cormura
  - Cormura brevirostris
- Chi Cyttarops
  - Cyttarops alecto
- Chi Diclidurus
  - Diclidurus albus
  - Diclidurus ingens
  - Diclidurus isabella
  - Diclidurus scutatus
- Chi Emballonura
  - Emballonura alecto
  - Emballonura beccarii
  - Emballonura dianae
  - Emballonura furax
  - Emballonura monticola
  - Emballonura raffrayana
  - Emballonura semicaudata
  - Emballonura serii
- Chi Mosia
  - Mosia nigrescens
- Chi Paremballonura
  - Paremballonura tiavato
  - Paremballonura atrata
- Chi Peropteryx
  - Peropteryx kappleri
  - Peropteryx leucoptera
  - Peropteryx macrotis
  - Peropteryx pallidoptera
  - Peropteryx trinitatis
- Chi Rhynchonycteris
  - Rhynchonycteris naso
- Chi Saccolaimus
  - Saccolaimus flaviventris
  - Saccolaimus mixtus
  - Saccolaimus peli
  - Saccolaimus saccolaimus
- Chi Saccopteryx
  - Saccopteryx antioquensis
  - Saccopteryx bilineata
  - Saccopteryx canescens
  - Saccopteryx gymnura
  - Saccopteryx leptura
- Chi Taphozous
  - Taphozous achates
  - Taphozous australis
  - Taphozous georgianus
  - Taphozous hamiltoni
  - Taphozous hildegardeae
  - Taphozous hilli
  - Taphozous kapalgensis
  - Taphozous longimanus
  - Taphozous mauritianus
  - Taphozous melanopogon
  - Taphozous nudiventris
  - Taphozous perforatus
  - Taphozous theobaldi
  - Taphozous troughtoni